# Protoindoeuropei

Mappa animata delle migrazioni Indoeuropee in Eurasia (Europa, Asia occidentale, centrale, meridionale, Siberia e India) secondo la teoria kurganica

I protoindoeuropei, talvolta chiamati, ambiguamente, indoeuropei, sono la presunta popolazione preistorica caratterizzata dal parlare la lingua protoindoeuropea, che, all'incirca 5 000 anni fa, migrò dall'Eurasia centrale in Europa, Asia occidentale, Asia centrale e subcontinente indiano. Nel corso di queste migrazioni, il popolo originario si frammentò e diede vita ai vari popoli indoeuropei, appartenenti alla famiglia linguistica indoeuropea.
L'esistenza di una tale popolazione è dibattuta ma, ipotizzata dapprima su base puramente linguistica (Georges Dumézil ed Émile Benveniste), è stata poi suffragata dalla comparazione dei vari elementi culturali e religiosi, convalidata da ricerche archeologiche (Marija Gimbutas) e definitivamente confermata da dati genetici.

## L'origine della teoria: la lingua comune
La teoria dell'esistenza di una proto-popolazione nasce da studi linguistici e precisamente dalla linguistica comparativa, la quale ha mostrato come si possano identificare in popolazioni tra loro distanti, anche geograficamente, forti caratteristiche comuni, non solo nel lessico, ma anche nella morfologia linguistica, nella grammatica e addirittura nella cultura.
Come hanno sottolineato studiosi come Georges Dumézil ed Émile Benveniste ci sono forti parentele linguistiche, testimoniate dai numerosi vocaboli aventi l'etimo in comune e che investono diverse aree d'interesse (la religione, le istituzioni, la famiglia, l'agricoltura, ecc.), nonché l'ideologia tripartita, ossia la suddivisione della realtà esistente all'interno di tre funzioni specifiche (sacrale, guerriera, produttiva) la quale si ritrova, consapevolmente come tale, soltanto presso i popoli di stirpe indoeuropea.
Questi studi si basano su analisi linguistiche e antropologiche, che pervengono a una protocultura, una proto-popolazione e una protolingua.

## Nomadi pastori e guerrieri

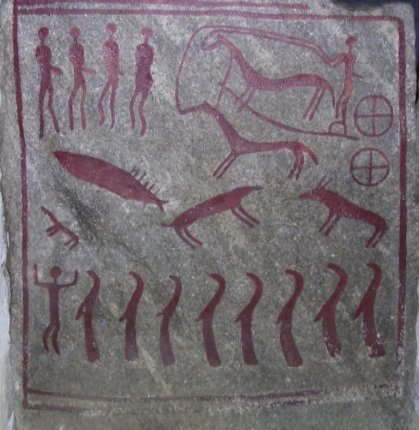
Petroglifo di Kivik (Svezia) raffigurante un carro da guerra, 1000 a.C. circa (età del bronzo scandinava)

L'ipotesi più diffusa sulla tipologia di popolazione è quella di un popolo di guerrieri nomadi che, migrando dalle sue sedi originarie a causa della scarsità di risorse, avrebbe travolto le altre civiltà sue contemporanee, grazie alle innovazioni tecnologiche come l'uso del cavallo, del carro e poi del carro da guerra.
Soprattutto fra gli indoeuropeisti di scuola tedesca, tra cui Gustaf Kossinna, uno dei principali sostenitori della teoria nordica, lo studio sull'origine degli indoeuropei veniva mischiato con lo studio sull'origine dei Germani, che si presentavano come guerrieri nomadi, in opposizione alla sedentaria civiltà mediterranea greco-latina. Andando assai più indietro nel tempo, nelle tradizioni fra storia e leggenda che circondano l'origine dell'età antica mediterranea, agli studiosi si offriva il modello dell'invasione dorica che, intorno al 1100 a.C., avrebbe spazzato via la civiltà micenea preesistente, anch'essa indoeuropea (e non meno guerriera, visto che aveva sopraffatto la civiltà asiatica dei Troiani). Quanto al ramo indiano dell'indoeuropeo si è ravvisato nei Veda, come nei più tardi poemi epici Mahābhārata e Rāmāyaṇa, il sovrapporsi a genti preindoeuropee di una società guerriera, non dissimile da quella descritta nei poemi omerici.

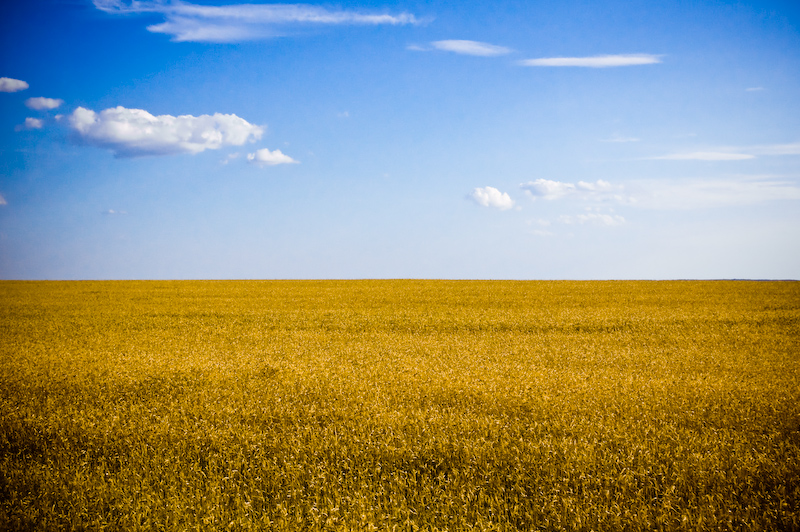
Dyeus, il dio della luce del cielo, era la principale divinità della religione protoindoeuropea

Gli Indoeuropei erano quindi una popolazione nomade primitiva, guerriera e patriarcale che si sovrappose, in una o più fasi, alle popolazioni preindoeuropee, soggiogandole e dominandole come élite guerriera, imponendo la propria lingua alle genti sottomesse (secondo un modello che Colin Renfrew e altri studiosi definiscono «deriva linguistica per sovrapposizione di un'élite»).
Tuttavia, mentre la superiorità degli indoeuropei nell'allevamento equino e nei primi rudimentali mezzi da trasporto è testimoniata dalla lingua ricostruita, con parole comuni per «cavallo» (*h₁éḱwos) e «(tras)portare» (*ueǵʰ-), non vi sono tracce linguistiche che possano provare una superiorità nella metallurgia; anzi, la maggior parte dei termini indoeuropei relativi alla metallurgia sono prestiti successivi, anche tra diverse lingue indoeuropee, o con lingue di sostrato non-indoeuropeo. Anche il vocabolario guerriero e militare è molto limitato, oltre che differente da popolo a popolo e da lingua a lingua. 
Di fatto, dal punto di vista linguistico non si puo' negare una comune discendenza da un popolo di pastori e agricoltori che costruiva cittadelle su alture fortificate (*pl̥H-s*) che conobbe presto il carro (prima trainato da buoi e poi da cavalli), e che non era in origine particolarmente versato nella metallurgia o nella guerra, che però apprese molto presto le tecniche militari e metallurgiche dei vicini, come dimostrano i ritrovamenti archeologici.

### Razza ariana
Questa tesi ricostruiva gli indoeuropei come un popolo guerriero ma militarmente più affermato degli altri sotto altri aspetti, legati in particolar modo all'uso di strumenti da guerra (cavallo, carro), alla struttura sociale e all'aspetto rituale-spirituale.
Tali interpretazioni in molti casi avallarono varie dottrine aggressive e razziste, che hanno segnato la storia del mondo fra Ottocento e Novecento in Europa portando alla legittimazione del colonialismo imperialista delle potenze europee e in seguito alle politiche antisemite del nazionalsocialismo.

## Il problema dell'Urheimat

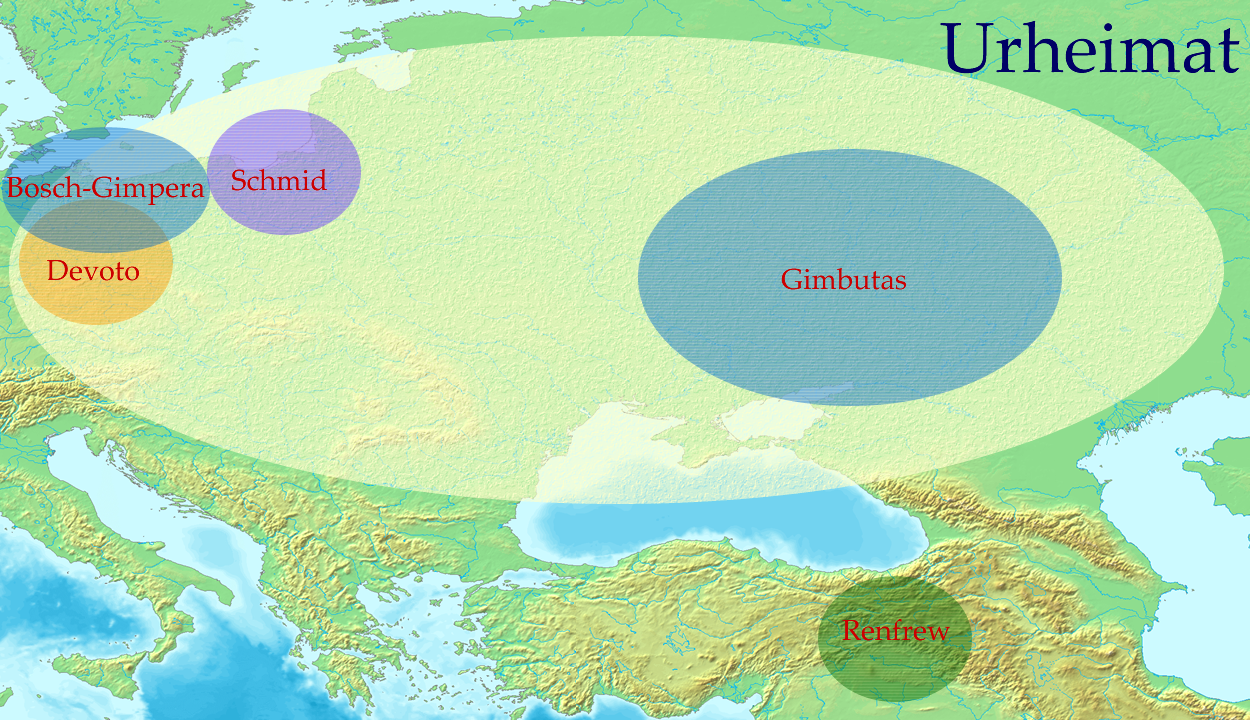
Alcune delle ipotesi proposte sulla localizzazione dell'Urheimat indoeuropea

Molto sentito era il problema di comprendere la patria di provenienza (Urheimat) di questa ondata migratoria e i motivi che l'avrebbero provocata.
Tale ricerca ha dato luogo a un ampio ventaglio di ipotesi; la patria di origine è stata di volta in volta identificata: nell'India, nelle regioni baltiche, in Scandinavia meridionale e nella Germania settentrionale, nella regione danubiana, nella Russia meridionale, nei Balcani o nell'Anatolia.
Collegato al problema della patria originaria è il dilemma relativo alla cronologia della diffusione degli indoeuropei: le ipotesi principali (epoca e luogo di partenza della loro diffusione) fanno attualmente capo a quattro orientamenti di massima:
- il primo è rappresentato dalla teoria della migrazione dalla steppa pontico-caspica, proposta da Otto Schrader[12] negli ultimi anni dell'Ottocento[13] e rilanciata nella seconda metà del Novecento da Marija Gimbutas, nella forma della teoria dell'invasione calcolitica a partire dall'area della civiltà dei kurgan nella Russia meridionale;
- il secondo si basa invece sull'ipotesi dell'onda di avanzamento degli agricoltori del Neolitico provenienti dall'Anatolia, secondo la proposta dell'archeologo inglese Colin Renfrew[5] (Ipotesi anatolica);
- la terza suppone l'esistenza già nel Mesolitico di un continuum linguistico in un'area compresa tra il Baltico e le steppe pontico-caspiche[11].
- la quarta situa la patria ancestrale nell'area balcanico-centroeuropea dove nel neolitico si estendeva la cultura della ceramica lineare[14] (teoria dell'Insediamento danubiano-centroeuropeo).

### L'invasione calcolitica (Marija Gimbutas)
Prima ondata (4400 a.C.-4300 a.C.)
     Seconda ondata (3500 a.C.-3000 a.C.)
     Terza ondata (3000 a.C.-2800 a.C.)

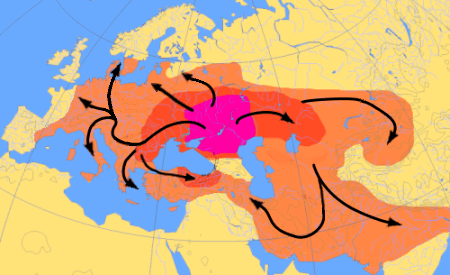
Espansione dei popoli indoeuropei secondo la teoria kurganica, suddivisa in ondate:
Prima ondata (4400 a.C.-4300 a.C.)
Seconda ondata (3500 a.C.-3000 a.C.)
Terza ondata (3000 a.C.-2800 a.C.)

L'interpretazione maggiormente accettata oggi, perché suffragata dai dati genetici, in particolare dalle fondamentali ricerche di paleogenetica eseguite da più laboratori, è stata fornita dalla studiosa lituana Marija Gimbutas. Gimbutas ha vagliato le testimonianze delle culture materiali dell'Est europeo, identificando gli indoeuropei con una supposta cultura guerriera dell'età del rame (epoca: circa 4000 - 2000 a.C.): la cultura kurgan, così denominata a partire dalle grandi sepolture a tumulo (i kurgan appunto) che la caratterizzano, tombe nelle quali venivano seppelliti i principi locali insieme alle loro mogli e concubine, agli schiavi e a tutto il séguito, secondo un'usanza diffusa in molte civiltà antiche.
Dagli studi di Gimbutas, comunque contestati da molti altri studiosi e studiose, emerge un quadro abbastanza semplice e lineare della comparsa degli indoeuropei sulla scena della storia: migrando dalle loro regioni d'origine (Urheimat collocata tra il Volga e il Dnepr), le popolazioni indoeuropee si sarebbero sovrapposte un po' ovunque (dall'Europa occidentale all'India) alle popolazioni neolitiche preindoeuropee, come élite guerriere tecnicamente più avanzate, imponendo alle popolazioni sottomesse la loro lingua, la loro struttura sociale e la loro religione.

Contributo genetico delle popolazioni della cultura di Jamna nell'Europa occidentale preistorica (in nero)

Nonostante l'esiguità numerica di tali popolazioni rispetto alle popolazioni agricole, da questi movimenti demografici sarebbe quindi scaturita l'attuale omogeneità linguistica delle popolazioni indo-europee. 
Numerose sono state le teorie proposte per spiegare tale situazione, in primo luogo la supposta superiorità militare degli Jamna, ma anche in questo caso la ricerca genetica ha dato il suo definitivo contributo: sembra infatti che i pastori nomadi abbiano portato con sé non solo la lingua e la religione, ma probabilmente  anche il batterio della peste polmonare, che avrebbe portato alla decimazione di gran parte delle popolazioni native.

#### Cause di migrazione
Mentre la "teoria di Renfrew" è autoesplicativa, in quanto i coltivatori hanno necessità di migrare alla ricerca di nuove terre a causa della crescita demografica, la ricerca delle cause innescanti le migrazioni degli indoeuropei ha senso solo nel contesto della "teoria kurganica".
Alcuni studiosi hanno tentato di spiegare la diffusione degli indoeuropei e delle loro lingue con il tipo di economia pastorale-seminomade che li caratterizzava, unitamente al carattere virilocale e guerriero che la società indoeuropea tarda, kurganica (sviluppatasi dalle antichissime forme di società a chiefdom, in principio sostanzialmente egualitarie) sembra mostrare. La prima avanzata degli indoeuropei, secondo questi studi, è caratterizzata da una sorta di lenta espansione a partire dal più arcaico nucleo uralo-pontico della cosiddetta Urheimat.
La diffusione delle tecniche agricole nella zona uralo-pontica deve aver fornito alla popolazione cromagnonoide dell'area una potente spinta di avanzamento, che deve probabilmente aver determinato la "conquista" (o la pacifica occupazione per crescita del volume demografico) delle aree immediatamente limitrofe al rifugio postglaciale nord-pontico. A ciò si saranno aggiunte, come molle di espansione, primitive relazioni di carattere commerciale, le ricadute tecnologiche della domesticazione del cavallo, la pastorizia nomade (che si evolve in relazione con comunità agricole preesistenti) e la diffusione della metallurgia del rame e del bronzo, che secondo alcuni studiosi potrebbero anche essere nate in Europa orientale in maniera del tutto indipendente rispetto a ciò che accadeva nella cosiddetta Mezzaluna Fertile.
Assai verosimilmente, alla vigilia del distacco del ramo anatolico, il più antico, le popolazioni di lingua indoeuropea occupavano già un'area alquanto vasta, dalla zona a ridosso del basso Danubio fino alle steppe dell'Asia centrale. Questa primitiva "Indo-Europa", semplicemente una sorta di Urheimat espansa, era probabilmente già in parte differenziata in dialetti, o comunque attraversata da fenomeni vistosi di variazioni diatopiche, che nella loro complessità prefiguravano, per alcuni aspetti, le famiglie indoeuropee storicamente note, ma sicuramente mostravano anche identità e fisionomie dialettali proprie, molte delle quali andate perdute.
La successiva espansione "violenta" parrebbe essere dovuta a irregolari dinamiche di gemmazione, occasionate da relazioni non sempre facili con le comunità pre-indoeuropee vicine alle regioni esterne dell'Urheimat allargata della più tarda fase unitaria. Tali gemmazioni, conclusesi di volta in volta con la sovrapposizione, ora definitiva, ora instabile e transitoria, di "élite" militari indoeuropee ai popoli preesistenti, si manifestano come il portato di fenomeni di incertezza nelle aree di confine fra popolazioni preistoriche e protostoriche eterogenee. Così, ad esempio, la penetrazione del ramo anatolico nei Balcani potrebbe essere stata inizialmente prodotta dall'interesse non proprio benevolo di alcuni capi-guerrieri per la prosperità delle vicine popolazioni danubiane.
La più tarda presenza di tracce indo-arie in dinastie medio-orientali, ad esempio tra gli Hurriti del regno di Mitanni, ci parla dell'avvento di piccoli gruppi di avventurieri protostorici in cerca di fortuna. L'irregolarità e la saltuarietà, così come gli esiti molteplici di tali movimenti di piccoli gruppi a partire dal Bassopiano sarmatico, determina un quadro complesso, in cui l'avvento delle singole sottofamiglie linguistiche nelle aree nelle quali poi si ritrovano in età storica, non è riconducibile sempre e comunque a una e una sola causa di migrazione (propriamente, non si può nemmeno parlare di migrazioni). Ed è questa situazione frastagliata a rendere problematica agli studiosi l'identificazione di precise e univoche motivazioni per il diffondersi delle lingue indoeuropee.

### In lingua italiana
- Émile Benveniste, Il vocabolario delle istituzioni indoeuropee, Torino, Einaudi, 1981 ISBN 88-06-59960-7
- Maria Patrizia Bologna, Ricerca etimologica e ricostruzione culturale: alle origini della mitologia comparata, Pisa, Giardini, 1988.
- Giuliano Bonfante, I dialetti indoeuropei, Paideia, 1976.
- Enrico Campanile, Ricerche di cultura poetica indoeuropea, Pisa, Giardini, 1977.
- Enrico Campanile, Antichità indoeuropee, in Anna Giacalone Ramat, Paolo Ramat (a cura di), Le lingue indoeuropee, Bologna, Il Mulino, 1993. ISBN 88-15-03354-8. Ora in: Enrico Campanile; Bernard Comrie, Calvert Watkins, Introduzione alla lingua e alla cultura degli Indoeuropei, Bologna, Il Mulino, 2005. ISBN 88-15-10763-0
- Giacomo Devoto, Origini indeuropee, Firenze, Sansoni, 1962 (rist. Edizioni di Ar, 2008).
- Georges Dumézil, L'ideologia tripartita degli Indoeuropei, Rimini, Il Cerchio (seconda edizione) 2003.
- Marija Gimbutas, Kurgan. Le origini della cultura europea, Milano, Medusa, 2010; trad. da Martino Doni di The Kurgan culture and the Indo-Europeanization of Europe. Selected articles from 1952 to 1993, Washington, DC, Institute for the Study of Man, 1997, ISBN 0-941694-56-9.
- Harald Haarmann, Sulle tracce degli indoeuropei: Dai nomadi neolitici alle prime civiltà avanzate, Torino, Bollati Boringhieri, 2022.
- Francisco Villar, Gli indoeuropei e le origini dell'Europa, Bologna, Il Mulino, 2008.

### In altre lingue
- (EN)  David W. Anthony, The Horse, the Wheel, and Language. How Bronze-Age Riders from the Eurasian Steppes Shaped the Modern World, Princeton University Press, 2007, ISBN 0-691-05887-3.
- (ES) Francisco Rodríguez Adrados; Alberto Bernabé, Julia Mendoza, Manual de lingüística indoeuropea, Madrid, Ediciones Clasicas, 1995-1998. 3 voll. ISBN 84-7882-193-7
- (ES) Pere Bosch i Gimpera, El problema indoeuropeo, Città del Messico, Direccion general de publicaciones, 1960.
- (DE) Karl Brugmann, Grundriß der vergleichenden Grammatik der indogermanischen Sprachen, Strasburgo, Trubner, 1897-1916. 4 voll. (rist. Berlino, W. de Gruyter, 1967).
- (EN) Vere Gordon Childe, The Aryans: A Study of Indo-European Origins, Londra, K. Paul, 1926.
- (DE) Gustaf Kossinna, Ursprung und Verbreitung der Germanen in vor- und frühgeschichtlicher Zeit, Lipsia, Kabitzsch, 1928.
- (EN)  J. P. Mallory e D. Q. Adams, Encyclopedia of Indo-European Culture, Londra-Chicago, Fitzroy-Dearborn, 1997, ISBN 1-884964-98-2.
- (DE) Karl Penka, Origines ariacae. Linguistisch-ethnologische Untersuchungen zur ältesten Geschichte der arischen Volker und Sprachen, Vienna, Prochaska, 1883.
- (EN) Colin Renfrew, Archaeology and Language: The Puzzle of Indo-European Origins, Londra, Pimlico, 1987; Trad. it.: Archeologia e linguaggio, Roma-Bari, Laterza, 1992.